# Benoît Roels
Pour les articles homonymes, voir Roels.
Benoît Roels, né le 15 décembre 1967 à Hélécine (province du Brabant wallon), est un auteur de bande dessinée réaliste, peintre et romancier belge.

## Biographie
Benoît Roels naît le 15 décembre 1967 à Hélécine. Il est amateur de romans d’aventures depuis le plus jeune âge et passionné de dessin, fait des humanités classiques, puis intègre l'Institut Saint-Luc de Bruxelles en graphisme et obtient un diplôme en bande dessinée en 1988. En 1989, la signature de Benoît Roels apparaît pour la première fois dans Hello Bédé. Benoît Roels commence par adapter en bande dessinée des romans pour la jeunesse tirés de la collection « Signe de Piste » aux éditions du Lombard sur des scénarios de Jean-François Di Giorgio. Le premier album La Bande des Ayacks de Jean-Louis Foncine est publié en 1990 chez Le Lombard. Il réalise également les illustrations en cul-de-lampe pour le roman Les Vergnes de l'Ognon et les décors pour le Festival international du film fantastique de Bruxelles. Toujours sur un scénario de J.-F. Di Giorgio, il signe, en mai 1993, Les Fous de Monk dans la collection « Histoires et Légendes » aux éditions du Lombard. Il crée en 1993 sa propre série Oknam pour Dargaud (5 tomes). À partir du tome 2, elle est co-scénarisée par Pascal Renard. En juillet 1996, Roels épouse son modèle, Oknam.
En 1998, il entreprend seul et devient ainsi un auteur complet, la série Bleu lézard aux Éditions Glénat (6 tomes).
Il poursuit en 2004 avec l’adaptation en bande dessinée des Mystères d’Osiris, romans égyptiens de Christian Jacq sur scénario de Maryse et Jean-François Charles (4 tomes, Glénat, 2006-2011). Il dessine Le Fabuleux Trésor de Durbuy et À la recherche des joyaux de la plus petite ville du monde, publiés tous deux par European Treasure.
En 2012, il fait paraître un recueil d'aquarelles ayant pour sujet son village.
Il travaille ensuite sur le tome 1 d’une série intitulée L'Ombre Inca dont l’héroïne est une adolescente qui se croit habitée par l’esprit d’une jeune Inca du XVIe siècle (2015, Delcourt). L’intégrale de 143 planches paraît en 2017 sous le titre Quipou aux Éditions Sandawe.
En octobre 2018 paraît son premier roman : L’Éclipse du goéland aux Éditions L'Harmattan. Deux ans plus tard, il publie Les Pantins innocents, son second roman chez Academia et organise un stage de bande dessinée en juillet pour les jeunes. En 2021, il publie son troisième roman Le Mouchoir de Vermeer chez Vérone Éditions.
Il est aussi illustrateur de romans pour la jeunesse aux Éditions Averbode, peintre et maître-assistant à la Haute École Léonard de Vinci où il donne des cours d’éducation plastique et d’histoire de l’art.

### Vie privée
Benoît Roels demeure à Orp-le-Grand.

## Analyse
Le graphisme de Benoît Roels s’inscrit dans une tradition réaliste classique.

## Œuvres

### Bandes dessinées

#### One shots
- Les Fous de Monk[32], Le Lombard, Bruxelles, mai 1993
Scénario : Jean-François Di Giorgio - Dessin : Benoît Roels - Couleurs : Anne-Marie D'Authenay -  (ISBN 2-8036-1032-9)

Week-end des aventuriers de Durbuy
- À la Recherche des joyaux de la plus petite ville du monde, European Treasure Holding, 2011
Scénario : Benoît Despas - Dessin : Benoît Roels - Couleurs : quadrichromie,Version néerlandaise : Op zoek naar de juwelen van het kleinste stadje ter wereld[6] (ISBN 978-2-919776-24-5)
- Le Fabuleux Trésor de Durbuy[5], European Treasure, 2010
Scénario : Benoît Despas - Dessin : Benoît Roels - Couleurs : quadrichromie

#### Collectifs
- Flash Back[34], Comic! Events, août 1995
Scénario : collectif - Dessin : collectif dont Benoît Roels - Couleurs : noir et blancCe Flash Back a été réalisé en collaboration avec Bédéciné Illzach et édité à l'occasion du 10e festival BD Coxyde (15 juillet au 6 août 1995) à 1500 exemplaires numérotés à la main. Rares textes et titres des séries en deux langues : français et flamand. D/1995/6941/06. Format à l'italienne.
- Carrément Bruxelles - Ronduit Brussel, Glénat, coll. « Carrément 20/20 », Grenoble, septembre 2005
Scénario : collectif - Dessin : collectif dont Benoît Roels - Couleurs : quadrichromie -  (ISBN 2-87176-218-X)

### Para-BD
À l'occasion, Benoît Roels réalise des portfolios, des ex-libris et des affiches. Il réalise également des affiches de festivals de bande dessinée.

### Carnets de voyage
- En route vers Jérusalem (dessinateur) (avec Emmanuel de Ruyver et Paul-Augustin Jones), Namur, Éditions fidélité, 2010  (ISBN 9782873564681).
- Orp-Jauche, mon village (écrivain et dessinateur), Hugues Ghenne éditeur, 2012.

### Romans
- L'Éclipse du goéland, L'Harmattan, 2018,  (ISBN 2343156549)[37]
- Les Pantins innocents[38], Academia, 2020,  (ISBN 978-2-8061-0510-3)
- Le Mouchoir de Vermeer, Vérone Éditions, 2021,  (ISBN 9791028416768).

### Romans jeunesse (illustrateur)
- 1998 La Soirée (Frank Andriat) (Éditions Averbode)[2]
- 1999 Comme deux gouttes d’eau (Claude Raucy) (Éditions Averbode)
- 1999 Un jour, je serai assassinée sous ma douche (Gudule) (Averbode)
- 2000 Coup de foudre (Claude Raucy) (Averbode)
- 2000 Les Passions de Johan (Ella Balaert) (Averbode)
- 2001 Y a-t-il un génie dans la famille (Éric Sanvoisin) (Averbode)
- 2002 Retour interdit (Philippe Ébly) (Averbode)
- 2002 Une heure de bonheur (Gudule) (Averbode)
- 2003 Louise-du-bout-du-monde (Liliane Schraûwen) (Averbode)
- 2003 La Laverie infernale (Freddy Woets) (Averbode)
- 2004 Le Théâtre du crime (Freddy Woets) (Averbode)
- 2005 La Maison aux volets fermés (Gudule) (Averbode, coll. « Récits-Express » no 11-12)
- 2005 Cœur d’artichaut (Florence Ducatteau) (Averbode)
- 2007 Le Messager 107 (Philippe Ébly) (Éditions Averbode)
- 2007 Des Vacances mouvementées (Jacques Thomas-Bilstein) (Averbode)
- 2008 L’Aventure du détective agonisant (Sir Conan Doyle) (Averbode)
- 2013 L’Homme qui capturait la lumière (Geneviève Rousseau) (Averbode)[2]
- 2016 Le Mystère des pirates somaliens (Jean-Marie Albert) (Éditions du Triomphe, coll. « Titou et Maxou Mystère »,  (ISBN 9782843785542))
- 2017 L’Étalon d'or (Jean-Dominique Formet) (Éditions du Triomphe)  (ISBN 978-2843785825)

## Expositions
- 2010 : exposition Carnet de Voyage[39]
- 2021 : Expo Roels, Galerie Aarnor, Spy, du 22 janvier au 14 février 2021[40],[41].

#### Livres
: document utilisé comme source pour la rédaction de cet article.
- Jean-Louis Lechat, Un demi-siècle d’aventures t. 2 : 1970 - 1996, Bruxelles, Le Lombard, 5 décembre 1996, 224 p., ill. ; 31 cm (ISBN 280361233X, OCLC 37995939, BNF 37539082, présentation en ligne), p. 151, 172, 196.
- Jean Pirotte (dir.) et Luc Courtois, Du régional à l'universel : L'imaginaire wallon dans la bande dessinée, Louvain-la-Neuve, Fondation wallonne Pierre-Marie et Jean-François Humblet, 1999, 310 p. (ISBN 978-2-9600072-3-7 et 2960007239, OCLC 1075833932), p. 247 lire sur Google Livres
- Jacques Fiérain, « Roels, Benoît », dans La BD à Bruxelles et en Brabant, Charleroi, Éd. l'Âge d'or, avril 2003, 144 p., ill. ; 31 cm (ISBN 9782960119664 et 2960119665, OCLC 470388171, présentation en ligne), p. 120.
- Patrick Gaumer, « Roels, Benoît », dans Dictionnaire mondial de la BD, Paris, Larousse, 2010, 953 p., ill. ; 27 cm (ISBN 978-2-0358-4331-9 et 2-0358-4331-6, OCLC 920924930, présentation en ligne), p. 733-734. .
- Philippe Mellot, Michel Denni, Laurent Turpin et Isabelle Morzadec, Trésors de la bande dessinée : BDM 2021-2022 - Catalogue encyclopédique et Argus, Paris, Les Arènes, novembre 2020, 22e éd., 1700 p., ill. ; 23 cm (ISBN 9791037502582, OCLC 1240308146, présentation en ligne), p. 150, 448, 776, 814, 817, 849, 933, 1307, 1314. .

#### Articles
- Geoffroy Herens, « Voyage d’un bout à l’autre du village », La DH Les Sports+,‎ 26 juin 2012 (lire en ligne, consulté le 22 août 2022).

### Podcasts
- Interview Benoit Roels - Fête de la BD émission Eclectrique présentée par Romain Pierre Giergen, sur 48FM via Mixcloud, 2017, (16 min 44 s).